# Galeus arae
Espèce
Répartition géographique
Statut de conservation UICN

 LC  : Préoccupation mineure
Galeus arae est une espèce de requins.